# Noréthistérone
La noréthistérone est un progestatif de synthèse utilisé dans certaines pilules combinées et certaines pilules progestatives, et pour retarder les menstruations.
La noréthistérone n'est pas encore distribuée en France, mais est depuis plusieurs années disponible sur ordonnance dans de nombreux pays européens comme l'Allemagne, l'Italie, la Belgique, ainsi qu'aux États-Unis. 

## Fonctionnement
L'effet progestatif de la noréthistérone[Quoi ?] permet de retenir la muqueuse utérine dans l'utérus. En effet, tous les mois (chez une femme ne prenant aucun contraceptif hormonal), le taux de progestérone augmente graduellement, entraînant l'épaississement progressif de l'endomètre qui sera ainsi prêt à accueillir la nidation de l'œuf si un ovule venait à être fécondé. Si aucune fécondation n'a lieu, le taux de progestérone va chuter brutalement, provoquant l'effondrement de la muqueuse utérine devenue inutile : ce sont les règles.
Ainsi, la noréthistérone s'oppose à la desquamation de l'endomètre par son effet semblable à celui de la progestérone.

## Posologie
Le traitement doit être commencé trois jours avant l'arrivée des règles pour laisser le temps à la progestérone de faire son effet. Il se prend à raison de trois comprimés par jour, pour une période pouvant aller jusqu'à douze jours de suite.
La noréthistérone est prise jusqu'à ce que les menstruations ne soient plus indésirables. L'utilisation est normalement de courte durée, mais il n'y a pas de limite de temps fixée par les résumés des caractéristiques du produit.

## Indications
La noréthistérone est uniquement indiquée chez les femmes ne suivant aucune méthode de contraception hormonale (pilule, implant, injection, patch et stérilet hormonal).
Le traitement ne doit pas être suivi en cas de : maladies du foie, maladies cardiovasculaires, irritations cutanées sévères, intolérance au galactose, thromboembolique veineuse. Noréthistérone est également contre-indiqué en cas de dépression, d'épilepsie, d'asthme, de maux de tête chroniques, de diabète, d'obésité sévère, de maladie rénale, d'hypertension artérielle. Enfin, il ne doit pas être utilisé pendant la grossesse et l'allaitement.

## Divers
Le noréthistérone fait partie de la liste des médicaments essentiels de l'Organisation mondiale de la santé (liste mise à jour en avril 2013).

## Lienexterne
Compendium suisse des médicaments : spécialités contenant Noréthistérone
https://pharmaceutical-journal.com/article/ld/questions-on-postponing-menstruation